# Cormocephalus turneri
Cormocephalus turneri är en mångfotingart som beskrevs av Pocock 1901. Cormocephalus turneri ingår i släktet Cormocephalus och familjen Scolopendridae. Inga underarter finns listade i Catalogue of Life.